# Judo-Weltmeisterschaften 2025
Die Judo-Weltmeisterschaften 2025 wurden vom 13. bis zum 20. Juni in der ungarischen Hauptstadt Budapest ausgetragen. Der Austragungsort war die Papp László Budapest Sportaréna.

## Ergebnisse

### Männer
| Gewichtsklasse | Gold                  | Silber                 | Bronze                  |
| -------------- | --------------------- | ---------------------- | ----------------------- |
| bis 60 kg      | Ryūju Nagayama        | Romain Valadier-Picard | Yolk Kazirbyek          |
| bis 60 kg      | Ryūju Nagayama        | Romain Valadier-Picard | IJF Ajub Blijew         |
| bis 66 kg      | Takeshi Takeoka       | Nuralij Emomalij       | Hifumi Abe              |
| bis 66 kg      | Takeshi Takeoka       | Nuralij Emomalij       | Obid Dzhebov            |
| bis 73 kg      | Joan-Benjamin Gaba    | Daniel Cargnin         | Tatsuki Ishihara        |
| bis 73 kg      | Joan-Benjamin Gaba    | Daniel Cargnin         | Makhmadbek Makhmadbekov |
| bis 81 kg      | IJF Timur Arbuzow     | Tato Grigalaschwili    | Zəlim Tçqayev           |
| bis 81 kg      | IJF Timur Arbuzow     | Tato Grigalaschwili    | Lee Joon-hwan           |
| bis 90 kg      | Sanshiro Murao        | Gōki Tajima            | Elcan Hacıyev           |
| bis 90 kg      | Sanshiro Murao        | Gōki Tajima            | Luka Maisuradse         |
| bis 100 kg     | IJF Matwei Kanikowski | Dota Arai              | Zelym Kotsoiev          |
| bis 100 kg     | IJF Matwei Kanikowski | Dota Arai              | IJF Arman Adamjan       |
| über 100 kg    | IJF Inal Tassojew     | Guram Tuschischwili    | Temur Rahimow           |
| über 100 kg    | IJF Inal Tassojew     | Guram Tuschischwili    | Kim Min-jong            |

### Frauen
| Gewichtsklasse | Gold               | Silber                      | Bronze               |
| -------------- | ------------------ | --------------------------- | -------------------- |
| bis 48 kg      | Assunta Scutto     | Abiba Abuschakinowa         | Laura Martínez       |
| bis 48 kg      | Assunta Scutto     | Abiba Abuschakinowa         | Wakana Koga          |
| bis 52 kg      | Uta Abe            | Distria Krasniqi            | Róza Gyertyás        |
| bis 52 kg      | Uta Abe            | Distria Krasniqi            | Mascha Ballhaus      |
| bis 57 kg      | Eteri Liparteliani | Momo Tamaoki                | Sarah Léonie Cysique |
| bis 57 kg      | Eteri Liparteliani | Momo Tamaoki                | Shirlen Nascimento   |
| bis 63 kg      | Haruka Kaju        | Catherine Beauchemin-Pinard | Boldyn Ganchaitsch   |
| bis 63 kg      | Haruka Kaju        | Catherine Beauchemin-Pinard | Laura Fazliu         |
| bis 70 kg      | Shiho Tanaka       | Lara Cvjetko                | Sanne van Dijke      |
| bis 70 kg      | Shiho Tanaka       | Lara Cvjetko                | Miriam Butkereit     |
| bis 78 kg      | Alice Bellandi     | Anna Monta Olek             | Kurena Ikeda         |
| bis 78 kg      | Alice Bellandi     | Anna Monta Olek             | Patrícia Sampaio     |
| über 78 kg     | Kim Ha-yun         | Mao Arai                    | Lee Hyeon-ji         |
| über 78 kg     | Kim Ha-yun         | Mao Arai                    | Romane Dicko         |

### Mixed
| Gewichtsklasse | Gold | Silber | Bronze | Bronze |
| -------------- | --- | --- | --- | --- |
| Mannschaft     | GeorgienEter Askilaschwili Micheili Bachbachaschwili Lascha Bekauri Saba Inaneischwili Eteri Liparteliani Nino Loladse Luka Maisuradse Sopio Somchischwili Mariam Tschanturia Guram Tuschischwili | SüdkoreaBae Dong-hyun Huh Mi-mi Kim Chann-yeong Kim Ha-yun Kim Jong-hoon Kim Ju-hee Kim Min-jong Lee Hyeon-ji Lee Joon-hwan Lee Seung-yeob Lee Ye-rang Shin Chae-won | DeutschlandErik Abramov Mascha Ballhaus Seija Ballhaus Alina Böhm Samira Bouizgarne Miriam Butkereit Timo Cavelius Losseni Kone Jano Rübo Giovanna Scoccimarro Eduard Trippel Igor Wandtke | JapanMao Arai Megumi Fuchida Tatsuki Ishihara Sanshiro Murao Kanta Nakano Hyōga Ōta Gōki Tajima Ruri Takahashi Momo Tamaoki Shiho Tanaka Yūdai Tanaka Utana Terada |

## Medaillenspiegel
| Platz  | Land                              | Gold | Silber | Bronze | Gesamt |
| ------ | --------------------------------- | ---- | ------ | ------ | ------ |
| 1      | Japan                             | 6    | 4      | 5      | 15     |
| 2      | IJF International Judo Federation | 3    | –      | 2      | 5      |
| 3      | Georgien                          | 2    | 2      | 1      | 5      |
| 4      | Italien                           | 2    | –      | –      | 2      |
| 5      | Südkorea                          | 1    | 1      | 3      | 5      |
| 6      | Frankreich                        | 1    | 1      | 2      | 4      |
| 7      | Deutschland                       | –    | 1      | 3      | 4      |
| 8      | Tadschikistan                     | –    | 1      | 2      | 3      |
| 9      | Brasilien                         | –    | 1      | 1      | 2      |
| 9      | Kosovo                            | –    | 1      | 1      | 2      |
| 11     | Kasachstan                        | –    | 1      | –      | 1      |
| 11     | Kroatien                          | –    | 1      | –      | 1      |
| 11     | Kanada                            | –    | 1      | –      | 1      |
| 14     | Aserbaidschan                     | –    | –      | 3      | 3      |
| 15     | Mongolei                          | –    | –      | 2      | 2      |
| 16     | Niederlande                       | –    | –      | 1      | 1      |
| 16     | Portugal                          | –    | –      | 1      | 1      |
| 16     | Spanien                           | –    | –      | 1      | 1      |
| 16     | Ungarn                            | –    | –      | 1      | 1      |
| 16     | Vereinigte Arabische Emirate      | –    | –      | 1      | 1      |
| Gesamt | Gesamt                            | 15   | 15     | 30     | 60     |